# Atylotus subvittatus
Atylotus subvittatus är en tvåvingeart som beskrevs av Seguy 1934. Atylotus subvittatus ingår i släktet Atylotus och familjen bromsar.
Artens utbredningsområde är Marocko. Inga underarter finns listade i Catalogue of Life.